# Diecezja Menongue
Diecezja Menongue – diecezja rzymskokatolicka w Angoli. Powstała w 1975 jako diecezja Serpa Pinto. W 1979 otrzymała obecną nazwę.

## Biskupi diecezjalni
- Biskupi Menongue 
  - Bp Leopoldo Ndakalako (od 2019)
  - Bp Mário Lukunde (2005-2018)
  - Abp José de Queirós Alves CSsR (1986 – 2004)
  - Abp Francisco Viti (1979 – 1986)
- Biskupi Serpa Pinto 
  - Abp Francisco Viti (1975 – 1979)